# 말로시

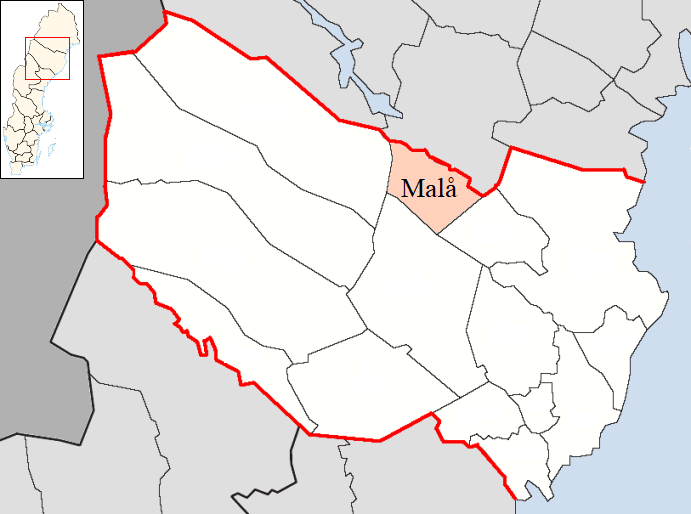
말로 시의 위치

말로시(스웨덴어: Malå kommun)는 스웨덴 베스테르보텐주에 위치한 지방 자치체로 행정 중심지는 말로이며 면적은 1,727.48km2, 인구는 3,100명(2016년 12월 31일 기준), 인구 밀도는 1.8명/km2이다.

시 문장